# Yıldırım (Diyadin)
Yıldırım (kurd. Koço) ist ein Dorf im Landkreis Diyadin der türkischen Provinz Ağrı mit 31 Einwohnern (Stand: Ende 2024). Yıldırım liegt in Ostanatolien auf 2.050 m über dem Meeresspiegel, ca. 7 km nordöstlich von Diyadin.
Der Name der Ortschaft Yıldırım bedeutet Blitz. Der Name Koço ist beim Katasteramt registriert.
2009 hatte die Ortschaft 87 Einwohner.